# Карт-бланш (роман)
«Карт-бланш» (англ. Carte Blanche) — роман Джеффри Дивера о Джеймсе Бонде, опубликованный 26 мая 2011 года.
В 2010 году фонд Яна Флеминга принял решение заказать роман о легендарном агенте 007 Джеффри Диверу — автору 26 бестселлеров, изданных тиражом, превышающим 20 миллионов экземпляров.

## Персонажи
- Джеймс Бонд / Агент 007 / Джин Терон (вымышленное имя) — главный герой, сын Эндрю и Моники Бонд.
- М (Майлз) — начальник Бонда, глава отдела Ми-6.
- Найл Данн — главный злодей, проектировщик и исполнитель планов «Геена» и «Инцидент 20».
- Северан Хайдт — второстепенный злодей, бизнесмен, изначальный создатель плана «Геена».
- Фелисити Фелинг — второстепенный злодей, партнер и начальница Найла Данна. Создатель плана «Инцидент 20».
- Бхека Йордан — капитан полиции в Кейптауне, союзник Бонда.
- Мисс Манипенни — секретарь М и коллега Бонда (возраст: около 30 лет).
- Офелия Мейденстоун / Филли — коллега, друг и помощник Бонда.
- Грегори Лэмб — союзник Бонда, агент Ми-6 в ЮАР.
- Перси Осборн-Смит — союзник Бонда, агент Ми-5 в Лондоне.
- Феликс Ляйтер — друг Бонда, агент ЦРУ, помогающий ему в Дубае.
- Николас Ратко — случайный враг Бонда, агент сербской разведки.
- Юсуф Насад — помощник Лейтера, убит Найлом Данном.
- Сау Хирани — коллега и союзник Бонда, изобретатель, возглавляющий отдел 'Q' и снабжающий Бонда шпионской техникой.
- Мэри Гуднайт — секретарь Бонда (возраст: 21 год).
- Мэй Максвелл — горничная Бонда, часто упоминающаяся в книге.
- Рене Матис — друг Бонда, агент французской разведки.

## Награды
- 2011 год — Премия Яна Флеминга Ассоциации писателей-криминалистов «Стальной кинжал»[англ.] Джеффри Диверу за лучшую книгу про Джеймса Бонда